# Andreas Martinsen
Andreas Martinsen (* 13. Juni 1990 in Bærum) ist ein norwegischer Eishockeyspieler, der seit Juli 2023 bei den Storhamar Dragons aus der norwegischen Eliteserien unter Vertrag steht und dort auf der Position des Flügelstürmers spielt. Zuvor absolvierte Martinsen unter anderem über 150 Spiele für die Colorado Avalanche, Canadiens de Montréal sowie Chicago Blackhawks in der National Hockey League (NHL) und war darüber hinaus drei Spielzeiten für die Düsseldorfer EG in der Deutschen Eishockey Liga (DEL) aktiv.

## Karriere
Andreas Martinsen begann seine Karriere als Eishockeyspieler in der Nachwuchsabteilung des Rosenborg IHK. Von dort wechselte er in den Juniorenbereich des Lillehammer IK, für dessen Profimannschaft er zunächst von 2006 bis 2009 in der höchsten norwegischen Spielklasse aktiv war. Zur Saison 2009/10 wurde der Center vom Leksands IF aus der HockeyAllsvenskan, der zweiten schwedischen Spielklasse, verpflichtet. Für Leksand erzielte er in 22 Spielen drei Tore und zwei Vorlagen, ehe er zunächst bis zum Ende der Spielzeit an den Lillehammer IK zurück verliehen wurde. Ab Sommer 2010 stand er wieder fest beim Lillehammer IK in Norwegen unter Vertrag. Nach der Weltmeisterschaft 2012 in Schweden und Finnland unterschrieb er einen 1-Jahres-Vertrag in Deutschland bei der Düsseldorfer EG.
Nach insgesamt drei Jahren in Düsseldorf unterzeichnete er im Mai 2015 einen Einjahresvertrag bei der Colorado Avalanche aus der National Hockey League (NHL), blieb aber auch darüber hinaus bei dem Team aus Denver. Zur Trade Deadline am 1. März 2017 jedoch wurde Martinsen im Tausch für Sven Andrighetto an die Canadiens de Montréal abgegeben. Nur sieben Monate später wurde er im Tausch für Kyle Baun zu den Chicago Blackhawks transferiert. Dort war er zwei Jahre überwiegend für die Rockford IceHogs in der American Hockey League (AHL) aktiv, bevor er im Juli 2019 als Free Agent zu den Anaheim Ducks wechselte. Diese gaben den Flügelstürmer allerdings bereits Ende Oktober samt einem Siebtrunden-Wahlrecht im NHL Entry Draft 2021 an die Pittsburgh Penguins ab, die im Gegenzug Erik Gudbranson nach Anaheim schickten.
Nachdem auch in der Organisation der Penguins keine NHL-Einsätze in Aussicht standen, einigte man sich im Januar 2020 auf eine Auflösung seines Vertrages. Anschließend verließ Martinsen Nordamerika nach über vier Jahren und schloss sich dem EV Zug aus der Schweizer National League an. Im September 2020 kehrte er zum Lillehammer IK zurück und spielte dort insgesamt zweieinhalb Jahre, ehe im Januar 2023 ein Wechsel innerhalb Norwegens zu Vålerenga Oslo erfolgte. Dort beendete der Stürmer die Spielzeit 2022/23, bevor er sich zur folgenden Spielzeit den Storhamar Dragons anschloss. Mit dem Klub gewann er in den Jahren 2024 und 2025 die norwegische Meisterschaft. Beim zweiten Titelgewinn wurde er zudem als bester Spieler der Liga ausgezeichnet.

### International
Für Norwegen nahm Martinsen im Juniorenbereich an den U18-Junioren-Weltmeisterschaften der Division I 2007 und 2008 sowie den U20-Junioren-Weltmeisterschaften der Division I 2008, 2009 und 2010, als er jeweils drittbester Scorer und Torschütze des Turniers hinter seinen Landsleuten Scott Winkler und Jonas Djupvik Løvlie war, teil.
Im Seniorenbereich stand er im Aufgebot seines Landes bei allen Weltmeisterschaften von 2010 bis 2017 sowie 2019, 2022, 2023, 2024 und 2025. Zudem vertrat er sein Heimatland bei der Qualifikation für die Olympischen Winterspiele in 2018, 2022 und 2026.

## Erfolge und Auszeichnungen
- 2024 Norwegischer Meister mit den Storhamar Dragons
- 2025 Norwegischer Meister mit den Storhamar Dragons
- 2025 Bester Spieler der Elitehockeyligaen
- 2025 Elitehockeyligaen All-Star-Team

### International
- 2008 Aufstieg in die Top-Division bei der U18-Junioren-Weltmeisterschaft der Division I, Gruppe B
- 2010 Aufstieg in die Top-Division bei der U20-Junioren-Weltmeisterschaft der Division I, Gruppe B

## Karrierestatistik
Stand: Ende der Saison 2024/25

### International
Vertrat Norwegen bei:
| - U18-Junioren-Weltmeisterschaft der Division I 2007 - U20-Junioren-Weltmeisterschaft der Division I 2008 - U18-Junioren-Weltmeisterschaft der Division I 2008 - U20-Junioren-Weltmeisterschaft der Division I 2009 - U20-Junioren-Weltmeisterschaft der Division I 2010 - Weltmeisterschaft 2010 - Weltmeisterschaft 2011 - Weltmeisterschaft 2012 - Weltmeisterschaft 2013 - Weltmeisterschaft 2014 - Weltmeisterschaft 2015 | - Weltmeisterschaft 2016 - Qualifikationsturnier für die Olympischen Winterspiele 2018 - Weltmeisterschaft 2017 - Weltmeisterschaft 2019 - Qualifikationsturnier für die Olympischen Winterspiele 2022 - Weltmeisterschaft 2022 - Weltmeisterschaft 2023 - Weltmeisterschaft 2024 - Qualifikationsturnier für die Olympischen Winterspiele 2026 - Weltmeisterschaft 2025 |

(Legende zur Spielerstatistik: Sp oder GP = absolvierte Spiele; T oder G = erzielte Tore; V oder A = erzielte Assists; Pkt oder Pts = erzielte Scorerpunkte; SM oder PIM = erhaltene Strafminuten; +/− = Plus/Minus-Bilanz; PP = erzielte Überzahltore; SH = erzielte Unterzahltore; GW = erzielte Siegtore; 1 Play-downs/Relegation; Kursiv: Statistik nicht vollständig)